# Marcus Allbäck
Marcus Christian Allbäck (Göteborg, 5 juli 1973) is een voormalig voetballer uit Zweden. Hij speelde voornamelijk als spits. Allbäck was van 1999 tot en met 2008 international in het Zweeds voetbalelftal. Hiervoor speelde hij 74 wedstrijden en maakte hij dertig doelpunten.

## Clubcarrière
Allbäck debuteerde in 1992 in het profvoetbal bij Örgryte IS. Hier speelde hij bijna zes seizoenen, totdat Bari hem naar de Serie A haalde. Zijn verblijf daar werd geen succes en hij werd verhuurd aan Lyngby. Daarna ging Allbäck weer terug naar Örgryte. In de winterstop van seizoen 2000/01 nam SC Heerenveen hem voor 2,5 miljoen gulden over. Op 23 februari 2001 maakte Allbäck zijn eerste goals in Nederlandse dienst, in een met 1-6 gewonnen uitwedstrijd bij Willem II. Hij scoorde de 1-1, 1-3 en 1-5.
Aston Villa haalde Allbäck in de zomer van 2002 voor zo'n 3,5 miljoen euro naar Engeland. Hij maakte er in twee seizoenen zes competitiedoelpunten maakte. Daarna vertrok hij naar de Duitse Bundesliga. Hansa Rostock werd zijn nieuwe club. In de zomer van 2005 vertrok hij naar FC Kopenhagen.

## Trainerscarrière
Allbäck beëindigde op 14 december 2009 zijn spelersloopbaan en ging verder als assistent-coach van het Zweeds voetbalelftal, onder bondscoach Erik Hamrén. Hij bleef tot en met juni 2016 in dienst van het nationale team, waarna de dan net aangestelde bondscoach Janne Andersson geen plaats meer voor hem had.

## Spelerstatistieken
| seizoen | club           | land       | wed. | goals |
| ------- | -------------- | ---------- | ---- | ----- |
| 1992    | Örgryte IS     | Zweden     | 24   | 10    |
| 1993    | Örgryte IS     | Zweden     | 20   | 4     |
| 1994    | Örgryte IS     | Zweden     | 25   | 19    |
| 1995    | Örgryte IS     | Zweden     | 22   | 4     |
| 1996    | Örgryte IS     | Zweden     | 24   | 8     |
| 1997    | Örgryte IS     | Zweden     | 24   | 9     |
| 1997/98 | AS Bari        | Italië     | 16   | 0     |
|         | Lyngby BK      | Denemarken | 4    | 1     |
| 1998    | Örgryte IS     | Zweden     | 12   | 3     |
| 1999    | Örgryte IS     | Zweden     | 26   | 15    |
| 2000    | Örgryte IS     | Zweden     | 26   | 16    |
| 2000/01 | SC Heerenveen  | Nederland  | 16   | 10    |
| 2001/02 | SC Heerenveen  | Nederland  | 32   | 15    |
| 2002/03 | Aston Villa FC | Engeland   | 20   | 5     |
| 2003/04 | Aston Villa FC | Engeland   | 15   | 1     |
| 2004/05 | Hansa Rostock  | Duitsland  | 24   | 4     |
| 2005/06 | FC København   | Denemarken | 30   | 15    |
| 2006/07 | FC København   | Denemarken | 26   | 11    |
| 2007/08 | FC København   | Denemarken | 7    | 7     |
| 2009/10 | Örgryte IS     | Zweden     | 18   | 3     |
| 2011/12 | Örgryte IS     | Zweden     | 1    | 0     |
| Totaal  | Totaal         | Totaal     | 412  | 160   |

## Interlandcarrière
Allbäck  maakte op 27 november 1999 onder leiding van bondscoach Tommy Söderberg zijn debuut in het Zweeds nationaal elftal, tijdens een oefeninterland in en tegen Zuid-Afrika (1-0). Andere debutanten in die wedstrijd waren Mattias Asper, Tobias Linderoth, Jonas Wallerstedt en Anders Svensson.

### Interlandgoals
| Interlanddoelpunten | Interlanddoelpunten | Interlanddoelpunten | Interlanddoelpunten | Interlanddoelpunten | Interlanddoelpunten | Interlanddoelpunten |
| #                   | Datum               | Locatie             | Tegenstander        | Score               | Resultaat           | Type                |
| ------------------- | ------------------- | ------------------- | ------------------- | ------------------- | ------------------- | ------------------- |
| 1.                  | 31/01/2000          | La Manga            | Denemarken          | 1–0                 | 1–0                 | Vriendschappelijk   |
| 2.                  | 28/03/2001          | Chisinau            | Moldavië            | 0–1                 | 0–2                 | WK-kwalificatie     |
| 3.                  | 28/03/2001          | Chisinau            | Moldavië            | 0–2                 | 0–2                 | WK-kwalificatie     |
| 4.                  | 02/06/2001          | Stockholm           | Slowakije           | 1–0                 | 2–0                 | WK-kwalificatie     |
| 5.                  | 02/06/2001          | Stockholm           | Slowakije           | 2–0                 | 2–0                 | WK-kwalificatie     |
| 6.                  | 06/06/2001          | Göteborg            | Moldavië            | 5–0                 | 6–0                 | WK-kwalificatie     |
| 7.                  | 15/08/2001          | Stockholm           | Zuid-Afrika         | 2–0                 | 3–0                 | Vriendschappelijk   |
| 8.                  | 27/03/2002          | Malmö               | Zwitserland         | 1–0                 | 1–1                 | Vriendschappelijk   |
| 9.                  | 25/05/2002          | Tokio               | Japan               | 0–1                 | 1–1                 | Vriendschappelijk   |
| 10.                 | 16/10/2002          | Göteborg            | Portugal            | 2–0                 | 2–3                 | Vriendschappelijk   |
| 11.                 | 20/11/2002          | Teplice             | Tsjechië            | 3–3                 | 3–3                 | Vriendschappelijk   |
| 12.                 | 02/04/2003          | Boedapest           | Hongarije           | 0–1                 | 1–2                 | EK-kwalificatie     |
| 13.                 | 02/04/2003          | Boedapest           | Hongarije           | 1–2                 | 1–2                 | EK-kwalificatie     |
| 14.                 | 07/06/2003          | San Marino          | San Marino          | 0–2                 | 0–6                 | EK-kwalificatie     |
| 15.                 | 07/06/2003          | San Marino          | San Marino          | 0–6                 | 0–6                 | EK-kwalificatie     |
| 16.                 | 11/06/2003          | Stockholm           | Polen               | 2–0                 | 3–0                 | EK-kwalificatie     |
| 17.                 | 28/05/2004          | Tampere             | Finland             | 1–2                 | 1–3                 | Vriendschappelijk   |
| 18.                 | 28/05/2004          | Tampere             | Finland             | 1–3                 | 1–3                 | Vriendschappelijk   |
| 19.                 | 05/06/2004          | Stockholm           | Polen               | 3–0                 | 3–1                 | Vriendschappelijk   |
| 20.                 | 14/06/2004          | Lissabon            | Bulgarije           | 5–0                 | 5–0                 | EK-eindronde        |
| 21.                 | 13/10/2004          | Reykjavik           | IJsland             | 0–2                 | 1–4                 | WK-kwalificatie     |
| 22.                 | 17/11/2004          | Edinburgh           | Schotland           | 0–1                 | 1–4                 | Vriendschappelijk   |
| 23.                 | 17/11/2004          | Edinburgh           | Schotland           | 0–2                 | 1–4                 | Vriendschappelijk   |
| 24.                 | 20/06/2006          | Keulen              | Engeland            | 1–1                 | 2–2                 | WK-eindronde        |
| 25.                 | 06/09/2006          | Göteborg            | Liechtenstein       | 1–0                 | 3–1                 | EK-kwalificatie     |
| 26.                 | 06/09/2006          | Göteborg            | Liechtenstein       | 2–1                 | 3–1                 | EK-kwalificatie     |
| 27.                 | 07/10/2006          | Stockholm           | Spanje              | 2–0                 | 2–0                 | EK-kwalificatie     |
| 28.                 | 06/06/2007          | Stockholm           | IJsland             | 1–0                 | 5–0                 | EK-kwalificatie     |
| 29.                 | 06/06/2007          | Stockholm           | IJsland             | 5–0                 | 5–0                 | EK-kwalificatie     |
| 30.                 | 21/11/2007          | Stockholm           | Letland             | 1–0                 | 2–1                 | EK-kwalificatie     |

| WK-statistieken | Club         | Positie   | W |   |   | D | A |   |   |   |
| --------------- | ------------ | --------- | - | - | - | - | - | - | - | - |
| WK voetbal 2006 | FC København | aanvaller | 1 | 1 | 0 | 0 | 0 | 0 | 0 | 0 |